# Vedskålen
Der Vedskålen (norwegisch für Holzschuppen) ist ein markanter, aus Fels und Eis bestehender Gebirgskamm im ostantarktischen Königin-Maud-Land. Im Mühlig-Hofmann-Gebirge erstreckt er sich an der Nordwestseite des Hochlinfjellet.
Norwegische Kartographen, die ihn auch benannten, kartierten ihn anhand von Vermessungen und Luftaufnahmen der Dritten Norwegischen Antarktisexpedition (1956–1960).